# 吳琪雁
吳琪雁（英語：Cheyenne Goh，1999年3月2日—）是一名新加坡女子短道速滑運動員。她是历史上首位代表新加坡参加冬季奥林匹克运动会的选手。

## 生平
吳琪雁出生于新加坡，她4歲時隨家人移居加拿大亞伯達省艾德蒙頓，並在那裡開始學習滑冰。吳琪雁首次接触溜冰的场地是艾德蒙頓的一个户外溜冰场。当时吳琪雁拒绝使用任何辅助配备在溜冰场上帮助取得平衡，并且成功溜冰。这证明了吳琪雁对溜冰有天赋。因而吳琪雁决定继续练习。她先选择主攻冰球項目，但是训练8年后放弃冰球，於2012年開始改練短道速滑。
吳琪雁有一名弟弟，年龄相差4岁，是一名青年职业脚车运动员。

## 职业生涯

### 2016-2017赛季
2016年起，吳琪雁师从韩国著名的前女子短道速滑运动员全利卿。她在2016-17赛季短道速滑世界杯卡尔加里站赛事的500米项目中获得第18名，这是吳琪雁职业生涯中的世界杯最佳排名。2017年2月，她参加了在日本札幌举办的亚洲冬季运动会，成为首位参加这一赛事的新加坡女子短道速滑选手，最终她在500米、1000米、1500米三个项目上分别获得第11名、第12名和第13名。一个月后，她又参加了在荷兰鹿特丹举办的世界短道速滑锦标赛，又成为首次参与这一赛事的新加坡女选手，最终她在500米、1000米、1500米三个项目上分别获得第41名、第45名和第43名。

### 2017-2018赛季
2017年8月，吳琪雁参与了马来西亚吉隆坡主办的东南亚运动会的短道速滑赛事，最终她获得两枚银牌和一枚铜牌，其中两枚银牌分别来自于1000米和3000米接力，而铜牌则来自于500米项目。
同年11月，吴琪雁在2017-18赛季短道速滑世界杯上海站女子1500米项目中获得第20名，她也凭借着这一站的成绩获得足够积分。短道速滑世界杯4站比赛结束后，她凭借着1500米项目世界第37位的排名成功获得奥运资格，不仅成为史上首位获得冬季奥林匹克运动会参赛资格的新加坡运动员，还成为史上首位获得冬奥短道速滑项目参赛资格的东南亚运动员。在上海站1500米比赛的预赛中，吴琪雁被分在第7组，比赛一开始她处于落后阶段，后来原本领先的其他选手意外相撞，这使得吴琪雁得以第三个冲过终点，比赛结束后裁判判定先于吴琪雁冲过终点的其中一人犯规，吴琪雁的小组排名也因此升至第二，从而幸运地晋级下一轮，为之后获得冬奥资格打下基础。
2018年2月17日，吳琪雁参与了平昌冬奥女子1500米比赛，最终她以2分36.971秒的成绩止步于资格赛，未能突围至半决赛。

## 个人最佳成绩
以下成绩都是来自國際滑冰聯盟：
- 500米：46.868秒（2016年11月13日-美国盐湖城）
- 1000米：1分36.674秒（2016年11月12日-美国盐湖城）

## 其他奖项
2017年11月，吴琪雁因为取得冬季奥运会参赛资格而荣获海峡时报月度最佳运动员奖。另外，她也是海峡时报2018年度最佳运动员的五名候选人之一。